# Илија Милутиновић
Илија Милутиновић био је познати југословенски и српски филмски продуцент.
Рођен је 27. фебруара 1933. године у Петровцу на Мору. По завршеном Филозофском факултету у Београду, радио је као професор у гимназији.
Од 1964—1975. године био је директор „Зета филма” у Будви, где се бавио увозом и дистрибуцијом страног филма, а затим је једно време био и директор предузећа Авала Генекс.
Од 1975. године прелази на место директора Авала Про Филм где се такође бавио увозом и дистрибуцијом страног филма.
Од 1981. ради на продукцији домаћих играних филмова и као одговорни продуцент потписао је наслове који су били хитови у биоскопима попут: Дечко који обећава, Јагоде у грлу, Хало такси, Није лако са мушкарцима и многим другима.
Године 1988. прелази на руководеће место у предузећу Београд филм, а као продуцент је потписао и домаће наслове попут За сада без доброг наслова, Последњи круг у Монци и филм Мала. Био је копродуцент филмова Златне наочаре, Хемингвеј и на филму Четири дана у октобру.
Предавао је и на Факултету драмских уметности. Одласком у пензију почетком деведесетих године постаје и саветник за програм и продукцију филмова при новооснованој дистрибутерској и касније продуцетској кући ВАНС.
Милутиновић није више међу живима. Нема података о години и месту смрти.

## Продукција филмова
| Год.            | Назив                        | Улога                         |
| --------------- | ---------------------------- | ----------------------------- |
| 1980-е \|1990-е |                              |                               |
| 1980.           | Дошло доба да се љубав проба | организатор снимања           |
| 1981.           | Дечко који обећава           | продуцент                     |
| 1983.           | Степенице за небо            | продуцент                     |
| 1983.           | Хало такси                   | продуцент                     |
| 1984.           | Грозница љубави              | продуцент                     |
| 1985.           | Јагоде у грлу                | продуцент                     |
| 1985.           | Није лако са мушкарцима      | продуцент                     |
| 1986.           | Протестни албум              | продуцент                     |
| 1987.           | У име народа                 | копродуцент                   |
| 1988.           | За сада без доброг наслова   | продуцент                     |
| 1988.           | Браћа по матери              | продуцент                     |
| 1989.           | Искушавање ђавола            | копродуцент                   |
| 1989.           | Последњи круг у Монци        | извршни продуцент             |
| 1991.           | Мала (филм)                  | продуцент                     |
| 1993.           | Византијско плаво            | саветник при продукцији филма |